# M/S Viking Grace
M/S Viking Grace är en kryssningsfärja byggd för Viking Line. Hon går på rutten mellan Stockholm och Åbo via Mariehamn eller Långnäs, och drivs med flytande naturgas som huvudsakligt bränsle. 2018 installerades ett rotorsegel på Viking Grace. Det var 24 meter högt och kunde spara upp till 20 % bränsle under goda förhållanden. I slutet av april 2021 togs rotorseglet av.

## Historik
Bygget påbörjades den 28 september 2011 och färjan sjösattes i augusti 2012. Intentionsavtalet undertecknades i oktober 2010, men förutsatte att avtal nås också med gasleverantören och att staten beviljar miljöstöd. Miljöstödet på 28 miljoner euro beviljades av kommunikationsministeriet den 22 december 2010, varpå fartyget beställdes, och godkändes av EU-kommissionen den 25 april 2012.
Kölsträckningen ägde rum den 6 mars 2012, och sjösättningen den 10 augusti. Leveransen planerades till den 10 januari, jungfruresan till den 13 januari och ordinarie trafik inleddes den 15 januari 2013, med kvällsavgång från Åbo. Motorerna, som klarar både flytande naturgas och normalt bränsle tillverkades av Wärtsilä. Gasen skall levereras från AGA:s LNG-terminal i Nynäshamn.
Den första kryssningen såldes slut på fyra timmar, med priser från 350 euro per bädd, och före jul 2012 hade 300 000 resor sålts. Viking Grace var det första nybygget på länge på rutterna mellan Finland och Sverige och möttes med stort intresse. Fartyget ersatte den 15/1 M/S Isabella på Åbo–Mariehamn-Stockholm. Isabella fortsatte på linjen tillfälligt för M/S Amorella till och med 11 februari för att flytta till Finska viken. M/S Viking Grace går sedan 2022 tillsammans med M/S Viking Glory på rutten.
Lördagen den 21 november 2020, strax innan fartyget skulle angöra terminalen, drev en hård vindby Viking Grace upp mot lerbottnen vid strandpromenaden i Mariehamn. På grund av den hårda vinden kunde Viking Grace inte ta sig från strandpromenaden och fick vänta på bättre väder. Fartyget var på väg från Stockholm till Åbo med 331 passagerare och 98 mans besättning (mycket mindre än normalt på grund av coronaepidemin). Skadorna inspekterades preliminärt av dykare och bedömdes vara små då endast ett propellerblad kunde ses skadat. Fartyget bogserades lugnt på natten till kajen då vinden mojnat något och lade till, en ny inspektion gjordes och fartyget lossades. Fartyget kunde ta sig till Åbo för egen maskin nästa dag med en del av passagerarna, i följe av en bogserbåt, för att på måndagen bogseras till Åbo reparationsvarv i Nådendal för byte av propellerblad på den skadade babordspropellern och eventuella andra åtgärder. M/S Gabriella ersatte till och med 29 november 2020 då Viking Grace kom tillbaka.

### Olyckor
M/S Skiftet var nära att ramma M/S Viking Grace lördagen den 12 augusti på eftermiddagen vid ett fartygsmöte i farleden i svängen vid Enskär mellan Sottunga och Överö på Åland. En kollision undveks med en marginal på 15 meter.

### Rotorsegel
År 2018 installerades ett rotorsegel, även kallad flettnerrotor. Den syntes som en omkring 25 meter hög pelare mitt på fartyget, med den roterande rotorn i. Det finns förhoppningar att ett sådant segel kan spara upp till 20 % bränsle under goda förhållanden och drygt 5 % årligen. Det levererades av det finländska företaget Norsepower. Framåt slutet av april 2021 togs rotorseglet av efter att den treåriga testperiodens genomförts.

### Exteriör

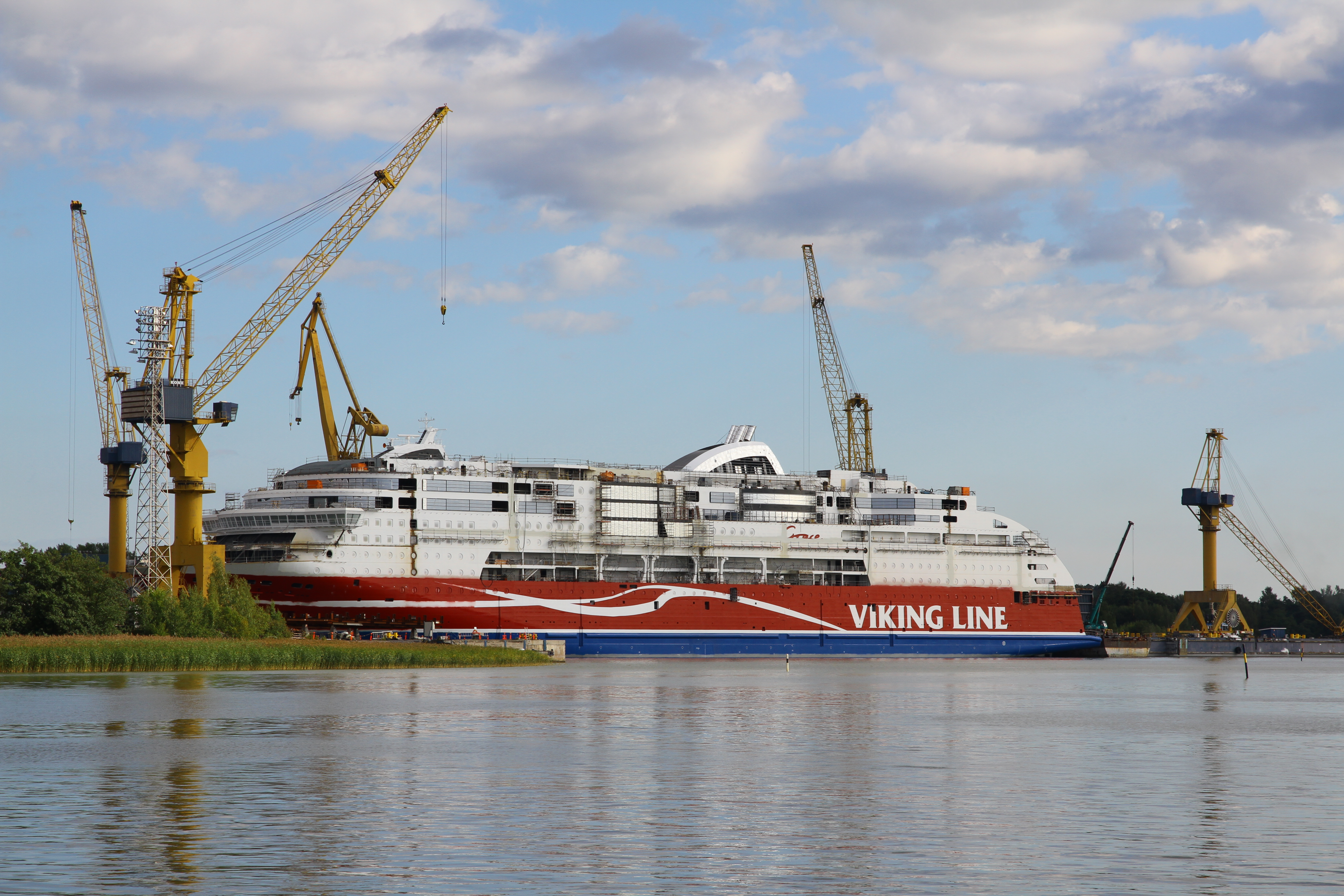
M/S Viking Grace under byggnad i Åbo, augusti 2012.
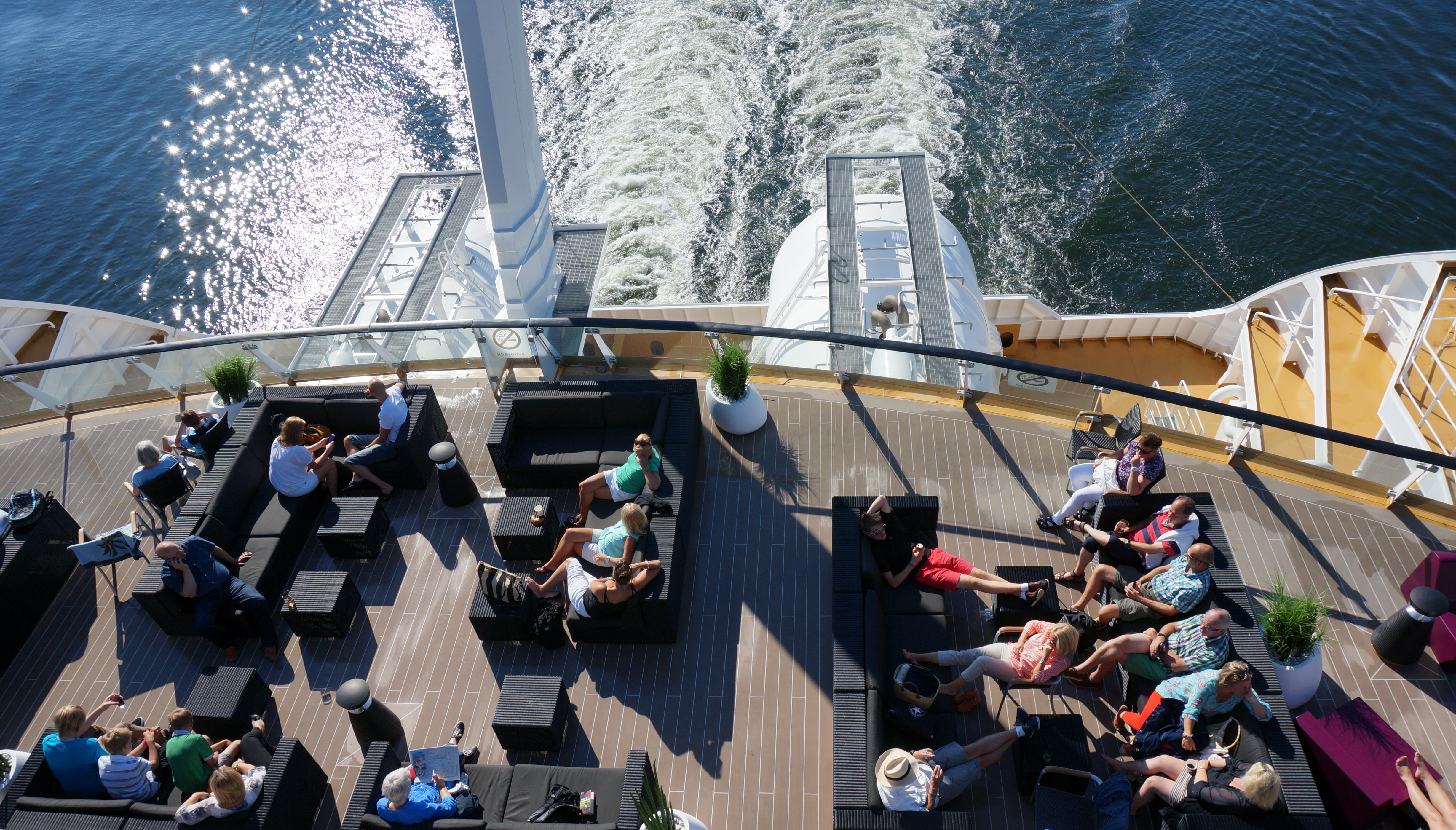
Akterdäcket ombord på M/S Viking Grace under sommaren.
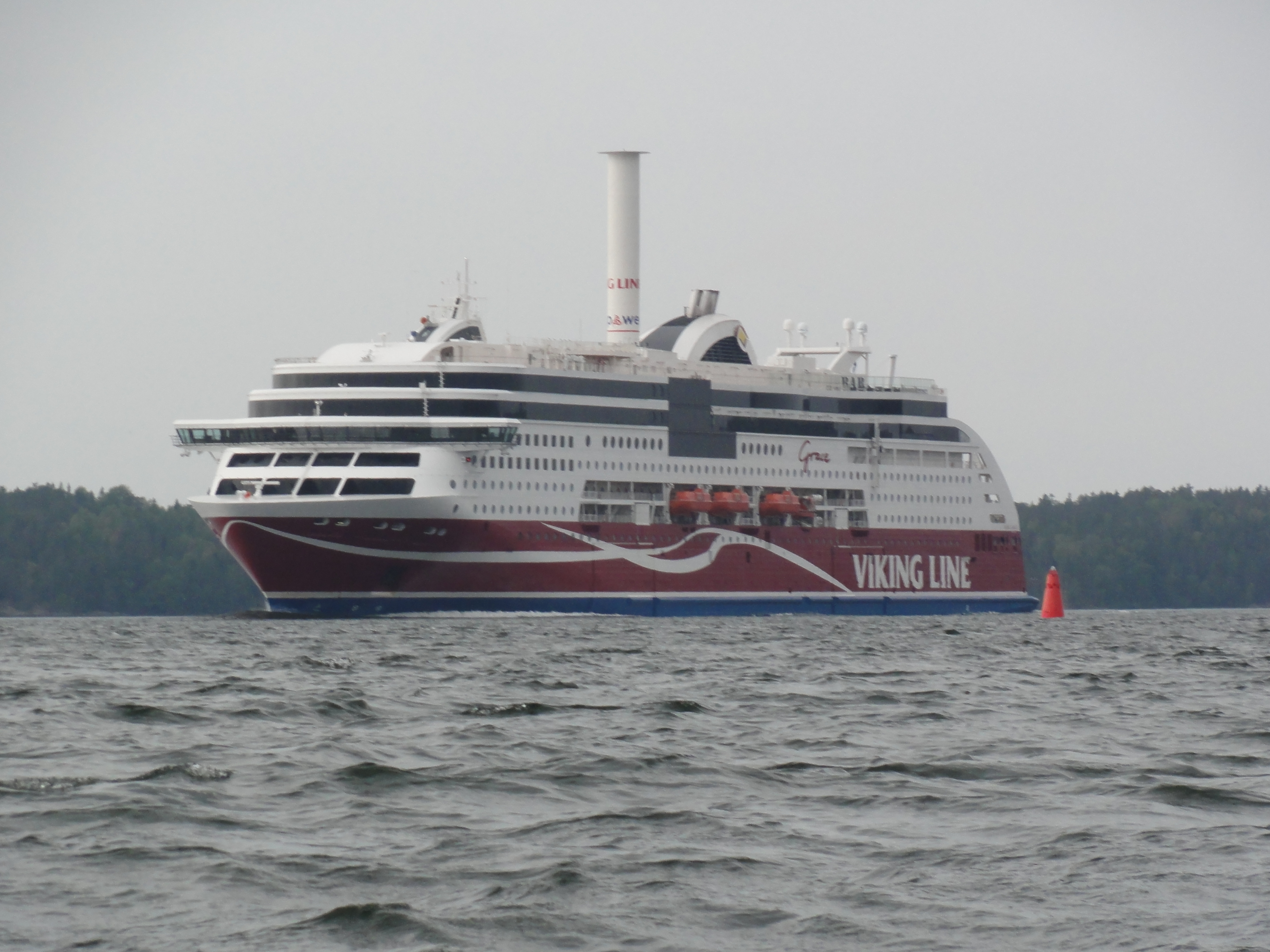
Viking Grace 2018. Rotorseglet syns som en pelare mitt på fartyget.

### Interiör

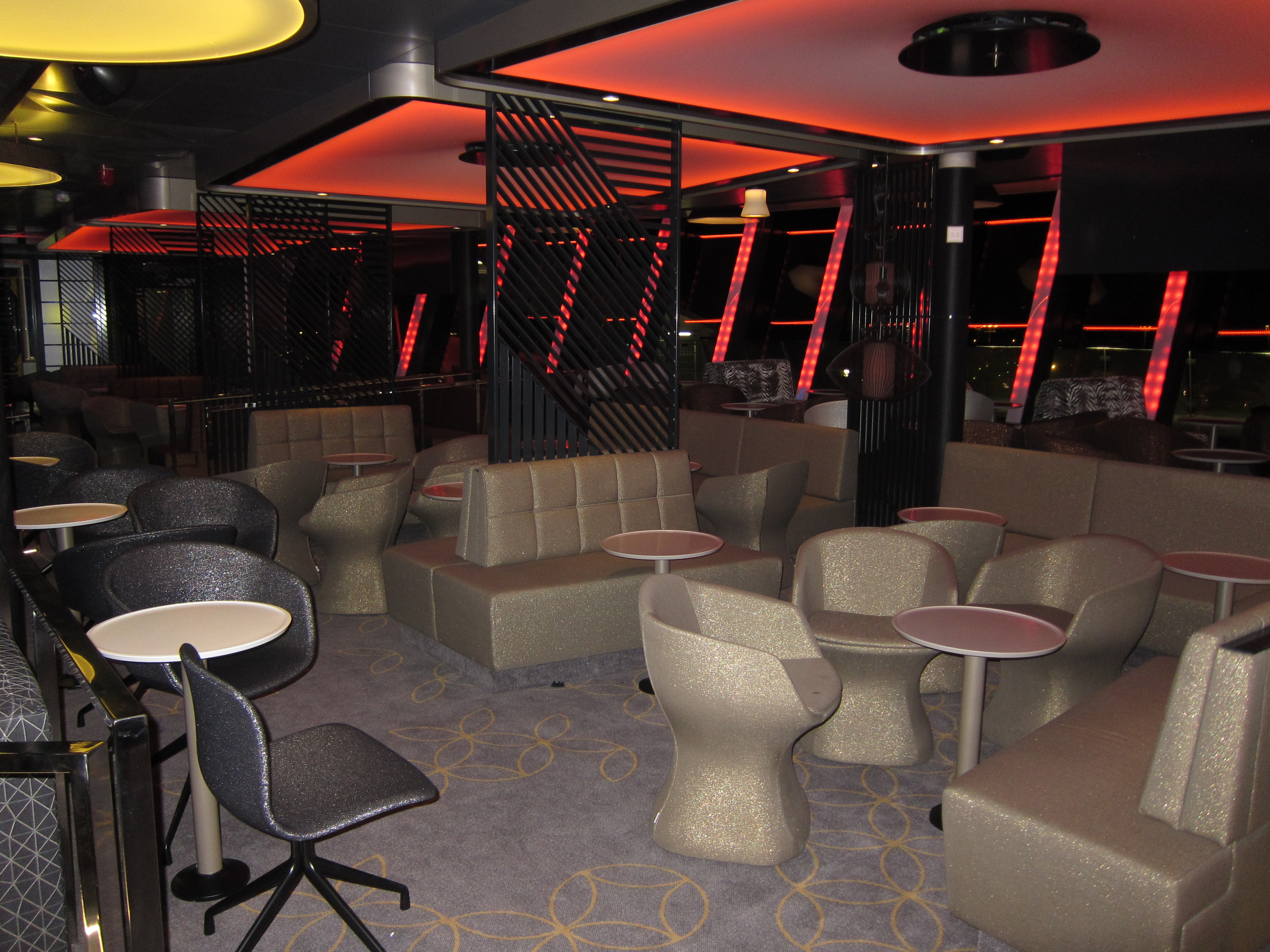
M/S Viking Grace nattklubb Club Vogue.
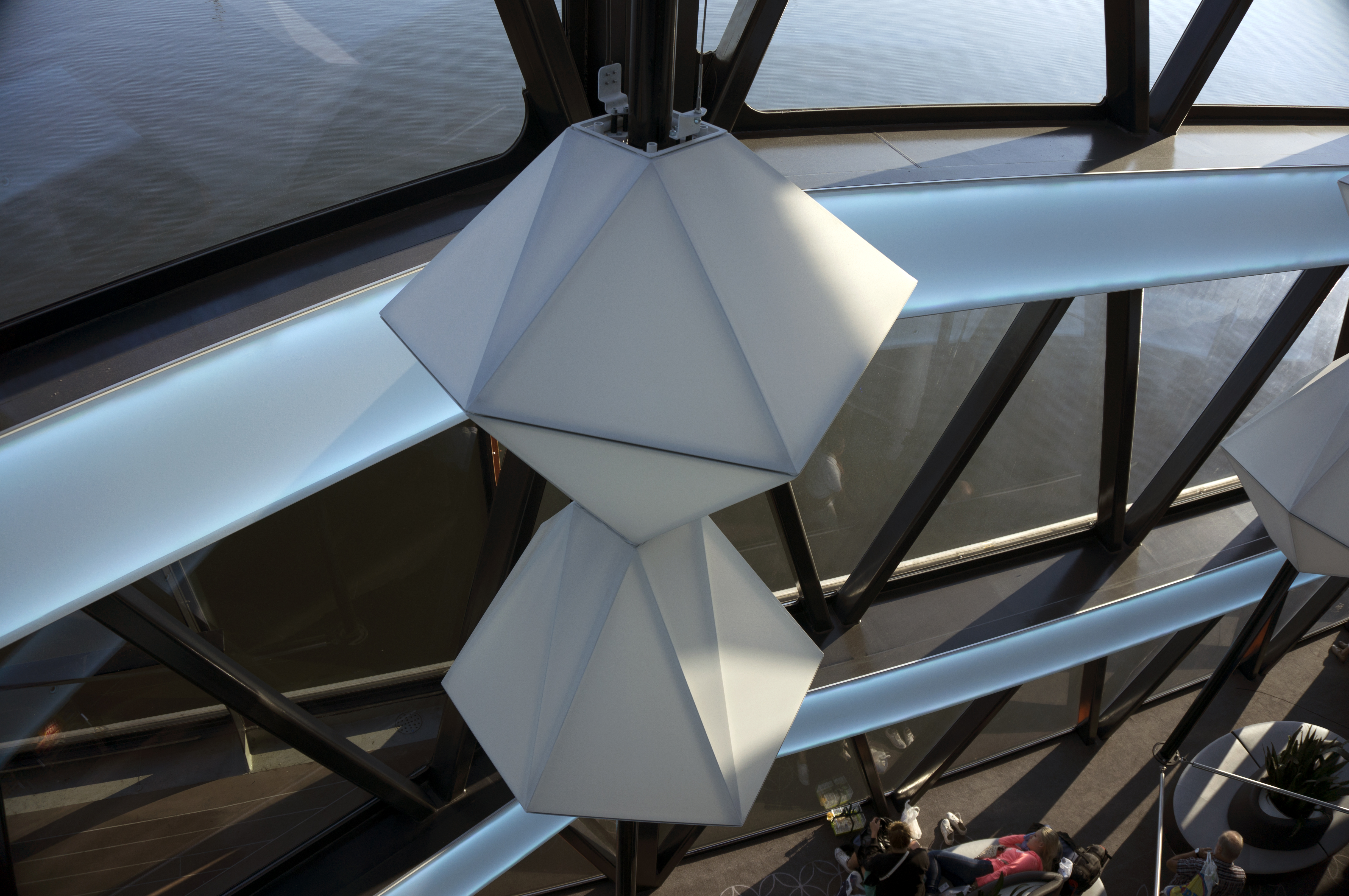
En av lamporna vid sidan om receptionen och utanför Sweet & Salty.

## Däckplan
1. Maskinrum
2. Maskinrum, lagerutrymmen
3. Bildäck
4. Bildäck
5. Bildäck, besättningsutrymmen, ut- och insideshytter samt sauna.
6. Besättningsutrymmen, livbåtsdäck samt ut- och insideshytter.
7. Besättningsutrymmen, livbåtsdäck, ut- och insideshytter, premiumhytter samt sviter.
8. Ut- och insideshytter, premiumhytter samt sviter.
9. Kommandobrygga, insideshytter, premiumhytter, information, konferens, spelrum samt taxfree.
10. Buffématsal, två kaféer, två barer, kasino, nattklubb (nedre plan), lekrum, spelrum samt nedre soldäck med däckbar.
11. À la carte-matsal, lounge med wine shop, grillrestaurang, spa, nattklubb (övre plan) samt lekrum.
12. Övre soldäck